# Котленці
Ко́тленці (болг. Котленци) — село в Добрицькій області Болгарії. Входить до складу общини Добричка.

## Населення
За даними перепису населення 2011 року у селі проживала 251 особа.
Національний склад населення села:
| Національність   | Кількість осіб | Відсоток |
| ---------------- | -------------- | -------- |
| болгари          | 163            | 76,9%    |
| цигани           | 33             | 15,6%    |
| турки            | 15             | 7,1%     |
| Всього відповіли | 212            |          |

Розподіл населення за віком у 2011 році:
Динаміка населення: